# 3494 TCN
3494 TCN là một năm trong lịch La Mã.